# Antonios Papadopoulos
Antonios Papadopoulos (Bad Cannstatt, 10 de septiembre de 1999) es un futbolista alemán que juega en la demarcación de defensa para el F. C. Lugano de la Superliga de Suiza.

## Biografía
Tras empezar su carrera como futbolista en el VfR Aalen y en el Hallescher F. C., finalmente en 2021 pasó a la disciplina del Borussia Dortmund. Debutó con el primer equipo el 7 de agosto de 2021 en un partido de la Copa de Alemania contra el SV Wehen Wiesbaden. Una semana después, el 14 de agosto hizo su debut en la Bundesliga contra el Eintracht Fráncfort en un partido que finalizó con un resultado a favor de 5-2. En la temporada siguiente debutó en la Liga de Campeones de la UEFA contra el Sevilla F. C.
En junio de 2024 fichó por el F. C. Lugano con un contrato hasta junio de 2027.

## Clubes
| Club                 | País     | Año       | Partidos | Goles |
| -------------------- | -------- | --------- | -------- | ----- |
| VfR Aalen            | Alemania | 2017-2019 | 13       | 0     |
| Hallescher F. C.     | Alemania | 2019-2021 | 59       | 3     |
| Borussia Dortmund II | Alemania | 2021-2024 | 70       | 4     |
| Borussia Dortmund    | Alemania | 2021-2024 | 8        | 0     |
| F. C. Lugano         | Suiza    | 2024-     | 47       | 2     |